# Каланна
Каланна (итал. Calanna) — коммуна в Италии, располагается в регионе Калабрия, подчиняется административному центру Реджо-Калабрия.
Население составляет 1184 человека, плотность населения составляет 118 чел./км². Занимает площадь 10 км². Почтовый индекс — 89050. Телефонный код — 0965.
Покровительницей коммуны почитается Пресвятая Богородица (Дева Мария Розария), празднование 7 октября.